# 소노 시온
소노 시온(일본어: 園 子温, 1961년 12월 18일 ~ )는 일본의 영화 감독이자 각본가, 시인이다. 아이치현 도요카와시 출신이며, 아이치 현립 도요하시 동 고등학교 졸업, 호세이 대학을 중퇴했다. 독립 영화 출신 감독이며, 소속사는 돈규 클럽이다.

## 초기
소노 시온은 17살이었던 1978년부터 시인으로 활동을 시작했으며 그의 시는 〈현대 시 수첩〉 등의 일본 잡지에 개제됐다. 그 후 호세이 대학에 입학하나 중퇴 후 8mm 영화를 찍기 시작한다. 1985년, 자신이 쓴 시를 자신이 읽는 30분 분량의 단편 실험 영화 《나는 소노 시온이다!!》 (오레와 소노 시온다!!)로 피아 영화제에 참가하며 데뷔했다. 1987년에는 《남자의 길》 (오토코노 하나미치)로 피아 영화제 그랑프리를 수상했다.

## 작품에 반복 출연한 배우들
| 배우              | 자살 클럽 | 해저드 | 기묘한 서커스 | 노리코의 식탁 | 엑스테 | 러브 익스포져 | 확실히 전해 | 차가운 열대어 | 길티 오브 로맨스 | 두더지 | 희망의 나라 | 지옥이 뭐가 나빠 |
| ----------------- | --------- | ------ | ------------- | ------------- | ------ | ------------- | ----------- | ------------- | ---------------- | ------ | ----------- | ---------------- |
| 덴덴              |           |        |               |               |        |               | 예          | 예            |                  | 예     | 예          | 예               |
| 하기와라 사야코   | 예        | 예     |               |               |        |               |             |               |                  |        |             |                  |
| 후카미 모토키     |           | 예     |               |               |        | 예            |             |               | 예               | 예     | 예          | 예               |
| 후키코시 미츠루   |           |        |               |               |        | 예            | 예          | 예            |                  | 예     |             |                  |
| 후지코            |           |        | 예            |               | 예     |               |             |               |                  |        |             |                  |
| 카구라자카 메구미 |           |        |               |               |        |               |             | 예            | 예               | 예     | 예          | 예               |
| 쿠로사와 아스카   |           |        |               |               |        |               |             | 예            |                  | 예     |             |                  |
| 미네 에리카       |           |        | 예            |               | 예     |               |             |               |                  |        |             |                  |
| 미츠이시 켄       |           |        |               | 예            | 예     |               |             |               |                  | 예     |             |                  |
| 미츠시마 히카리   |           |        |               |               | 예     | 예            | 예          |               |                  |        |             |                  |
| 나가타 료스케     |           |        |               |               | 예     | 예            |             |               |                  |        |             |                  |
| 나츠오 유나       | 예        |        |               |               | 예     |               |             |               |                  |        |             |                  |
| 니시지마 다카히로 |           |        |               |               |        | 예            |             |               |                  | 예     |             |                  |
| 배정명            |           |        |               |               |        | 예            |             | 예            | 예               | 예     |             | 예               |
| 류 스와루         |           |        |               |               |        |               |             | 예            | 예               |        |             |                  |
| 츠구미            |           |        |               | 예            | 예     |               |             |               |                  |        |             | 예               |
| 스와 타로         |           |        |               |               |        |               | 예          | 예            |                  | 예     |             | 예               |
| 와타나베 테츠     |           |        |               |               |        |               |             |               | 예               | 예     |             |                  |
| 제이 웨스트       |           | 예     |               |               |        | 예            |             |               |                  |        |             |                  |
| 야마나카 아츠시   |           |        |               |               | 예     | 예            |             |               |                  |        |             |                  |
| 데즈카 도루       |           |        |               | 예            |        |               |             |               |                  | 예     |             |                  |
| 와타나베 마키코   |           |        |               |               |        | 예            |             |               |                  | 예     |             |                  |
| 무라카미 준       |           |        |               |               |        |               |             |               |                  | 예     | 예          |                  |
| 나가오카 다스쿠   |           |        |               |               |        | 예            |             |               |                  | 예     |             | 예               |
| 이타오 이쓰지     |           |        |               |               |        | 예            |             |               |                  |        |             | 예               |
| 야마모토 아키라   |           |        |               |               |        |               |             |               | 예               |        |             | 예               |
| 혼조마루 히로시   |           |        |               |               |        |               |             |               |                  |        | 예          | 예               |
| 야마나카 아라타   |           |        |               |               |        | 예            |             |               | 예               | 예     |             | 예               |
| 오노우에 히로유키 |           |        |               |               |        | 예            |             |               |                  |        |             | 예               |
| 와타나베 데쓰     |           |        |               |               |        |               |             | 예            |                  | 예     |             | 예               |
| 니카이도 후미     |           |        |               |               |        |               |             |               |                  | 예     |             | 예               |

## 작품

### 감독 작품
- 1985년 《나는 소노 시온이다!!》
- 1986년 《사랑》
- 1986년 《남자의 길》
- 1988년 《결전! 여자 기숙사 대 남자 기숙사》
- 1990년 《자전거 한숨》
- 1993년 《방》
- 1995년 《Bad Film》
- 1997년 《케이코인데요》
- 1998년 《남자의 흔적》
- 1999년 《0cm4》
- 1999년 《우츠시미》
- 2001년 《바람》
- 2001년 《아버지의 날》
- 2001년 《자살 클럽》
- 2002년 《프롬 나이트》
- 2004년 《어른이 되면》
- 2005년 《인투 어 드림》
- 2005년 《기묘한 서커스》
- 2006년 《시효경찰》 4화, 6화
- 2006년 《노리코의 식탁》
- 2006년 《해저드》
- 2007년 《엑스테》
- 2008년 《러브 익스포져》
- 2009년 《확실히 전해》
- 2011년 《차가운 열대어》
- 2011년 《길티 오브 로맨스》
- 2012년 《두더지》
- 2012년 《희망의 나라》
- 2013년 《지옥이 뭐가 나빠》
- 2014년 《도쿄 트라이브》
- 2019년 《사랑 없는 숲》
- 2021년 《프리즈너스 오브 더 고스트랜드》

### 각본 작품
- 2019년 《사랑 없는 숲》
- 2020년 《무사: 400 vs 1》

## 수상
소노는 다음 상을 수상했다.
오스틴 판타스틱 페스트
- 2007년 - 작품상 《엑스테》

베를린 국제 영화제
- 2006년 - 베를린자이퉁 독자 심사위원상 《기묘한 서커스》
- 2009년 - 칼리가리상 《러브 익스포져》
- 2009년 - FIPRESCI상 《러브 익스포져》

판타지아 영화제
- 2003년 - Most Ground-Breaking Film 《자살 클럽》
- 2003년 - Fantasia Ground-Breaker Award 《자살 클럽》
- 2009년 - 최고의 아시아 영화 《러브 익스포져》
- 2009년 - 가장 독창적인 영화 《러브 익스포져》
- 2009년 - 심사위원 특별상 《러브 익스포져》

카를로비바리 영화제
- 2005년 - 돈키호테상 《노리코의 식탁》
- 2005년 - 특별 언급 《노리코의 식탁》

마이니치 영화 콩쿨
- 2010년 - 감독상 《러브 익스포져》

후보로 오른 영화는 다음과 같다.
아시아 태평양 스크린 어워드
- 2009년 - 감독 공로상 《러브 익스포져》

아시안 필름 어워드
- 2010년 - 감독상 《러브 익스포져》

카를로비바리 영화제
- 2005년 - 크리스탈 글로브 《노리코의 식탁》